# Adwoa Aboah
Adwoa Caitlin Maria Aboah (Londen, 18 mei 1992) is een Brits model. Ze is de oprichter van een feministisch platform voor jonge vrouwen, genaamd Gurls Talk, en werd in december 2017 bij de British Fashion Awards verkozen tot Model of the Year.

## Biografie
De half-Ghanese Adwoa Aboah raakte dankzij haar ouders al op jonge leeftijd vertrouwd met de modellenwereld. Haar moeder Camilla Lowther is namelijk eigenaar van het modellenbureau CLM agency, terwijl haar vader Charles Aboah locatiescouts eropuit stuurt en ook haar twee jaar jongere zus Kesewa is model. Zelf begon Adwoa op twaalfjarige leeftijd met modellenwerk. Ze viel met haar bijzondere uiterlijk - diepe ogen, sproeten en een donkere huidskleur - gelijk op bij de modellenbureaus en -scouts. Op haar achttiende had ze al model gestaan voor de Italiaanse Vogue (met de bekende Amerikaanse modefotograaf Steven Meisel), de Britse Vogue, Love, i-D en had ze meegewerkt aan de reclamecampagne van Benetton (door de Britse fotograaf Josh Olins).
Maar terwijl haar carrière als een speer ging, ging het op persoonlijk vlak minder voorspoedig. De problemen voor Aboah begonnen toen ze op dertienjarige leeftijd naar een kostschool ging. Hierdoor kwam ze in contact met mensen die haar kennis lieten maken met drugs. Op haar veertiende verjaardag rookte Aboah haar eerste joint. Een jaar erna ging ze voor het eerst naar het Glastonbury Festival en nam er ecstacy waarna ze overstapte op cocaïne. De uitprobeersels leidden tot een ketamineverslaving.
Dit escaleerde toen ze een studie aan de Londense Brunel-universiteit begon te volgen. Op haar 21ste werd Aboah door haar ouders naar een afkickkliniek gestuurd. Bij haar poging om gezond terug te keren in de maatschappij, kreeg ze een terugval. In een depressieve en manische bui deed Aboah op 3 oktober 2015 een zelfmoordpoging. Ze lag door de overdosis vier dagen in coma. Dit bleek voor haar een keerpunt en langzaam kwam ze uit de negatieve spiraal. Twee maanden erna sierde ze voor het eerst de cover van een Vogue-editie, de Italiaanse versie. Om lotgenoten te helpen, richtte ze het online feministisch platform Gurls Talk op. In 2017 stond ze ook op de cover van de Amerikaanse Vogue, is ze door GQ benoemd tot Woman of the Year en heeft ze modeshows gelopen voor de merken Chanel, Dior en Burberry. Tevens speelde ze de rol van Lia in de sciencefictionfilm Ghost in the Shell. In december 2017 werd ze bij de British Fashion Awards verkozen tot Model of the Year en versloeg daarbij onder meer Gigi Hadid en Kaia Gerber.
In 2022 speelde Aboah de rol van Scorpia in de televisieserie Willow op de streamingdienst Disney+.